# (13980) Neuhauser
(13980) Neuhauser est un astéroïde de la ceinture principale.

## Description
(13980) Neuhauser est un astéroïde de la ceinture principale. Il fut découvert le 2 juillet 1992 à l'Observatoire Palomar par Eleanor Francis Helin. Il présente une orbite caractérisée par un demi-grand axe de 2,66 UA, une excentricité de 0,18 et une inclinaison de 10,9° par rapport à l'écliptique.

## Compléments